# Бельтран, Лукас
Лу́кас Бельтра́н (исп. Lucas Beltrán; род. 29 марта 2001, Кордова) — аргентинский футболист, нападающий клуба «Фиорентина».

## Клубная карьера
Бельтран — воспитанник клубов «Институто» и «Ривер Плейт». 3 декабря 2018 года в матче против «Химансия Ла-Плата» он дебютировал в аргентинской Примере в составе последнего. 12 апреля 2021 года в поединке против «Колона» Лукас забил свой первый гол за «Ривер Плейт». Летом того же года для получения игровой практики Бельтран на правах аренды перешёл в «Колон». 27 июля в матче против «Уракана» он дебютировал за новый клуб. 21 ноября в поединке против «Расинга» из Авельянеды Лукас забил свой первый гол за «Колон». По окончании аренды Бельтран вернулся в «Ривер Плейт».
Летом 2023 года Бельтран перешёл в итальянскую «Фиорентину». Сумма трансфера составила 12 млн. евро. В матче против «Дженоа» он дебютировал в итальянской Серии A. 3 декабря в поединке против «Салернитаны» Лукас забил свой первый гол за «Фиорентину». 

## Международная карьера
В 2024 году Бельтран в составе олимпийской сборной Аргентины принял участие в Олимпийских играх в Париже. На турнире он сыграл в матчах против команд Марокко, Ирака, Украины и Франции.